# Andrew McNee (Shorttracker)
Andrew McNee (* 11. Dezember 1979 in Adelaide) ist ein ehemaliger australischer Shorttracker.

## Werdegang
McNee trat international erstmals bei den Juniorenweltmeisterschaften 1995 in Calgary in Erscheinung, wobei er den 29. Platz im Mehrkampf errang. In den folgenden Jahren belegte er bei den Juniorenweltmeisterschaften 1996 in Courmayeur den 26. Platz im Mehrkampf, bei den Juniorenweltmeisterschaften 1997 in Marquette den 16. Rang im Mehrkampf und bei den Juniorenweltmeisterschaften 1999 in Montreal den 41. Platz im Mehrkampf. International startete er letztmals bei den Olympischen Winterspielen 2002 in Salt Lake City, wo er den 28. Platz über 500 m und den sechsten Rang mit der Staffel belegte.
Sein Bruder Mark McNee war ebenfalls als Shorttracker aktiv.

## Erfolge

### Olympische Spiele
- 2002 Salt Lake City: 6. Platz Staffel, 28. Platz 500 m

### Persönliche Bestleistungen
| Disziplin | Zeit         | Datum            | Ort       |
| --------- | ------------ | ---------------- | --------- |
| 500 m     | 44,400 s     | 4. Dezember 2004 | Trnava    |
| 1000 m    | 1:51,482 min | 8. Oktober 2011  | Melbourne |
| 1500 m    | 2:33,538 min | 16. Januar 1999  | Montreal  |